# Ambassade d'Andorre en France
L'ambassade d'Andorre en France est la représentation diplomatique de la principauté d'Andorre auprès de la République française. Elle est située place d'Andorre, dans le 16e arrondissement de Paris, la capitale du pays. Son ambassadrice est, depuis 2024, Esther Rabasa Grau.

## Relations diplomatiques
Après l'adoption de la Constitution d'Andorre en 1993, un traité tripartite entre la France, l'Espagne et l'Andorre est signé le 3 juin 1993, qui instaure des relations diplomatiques et un échange d'ambassadeurs. L'ambassade de la principauté est ouverte en 1995 à Paris.
Entre 1997 et 2004, l'ambassade est située 30 rue d'Astorg (8e arrondissement de Paris).

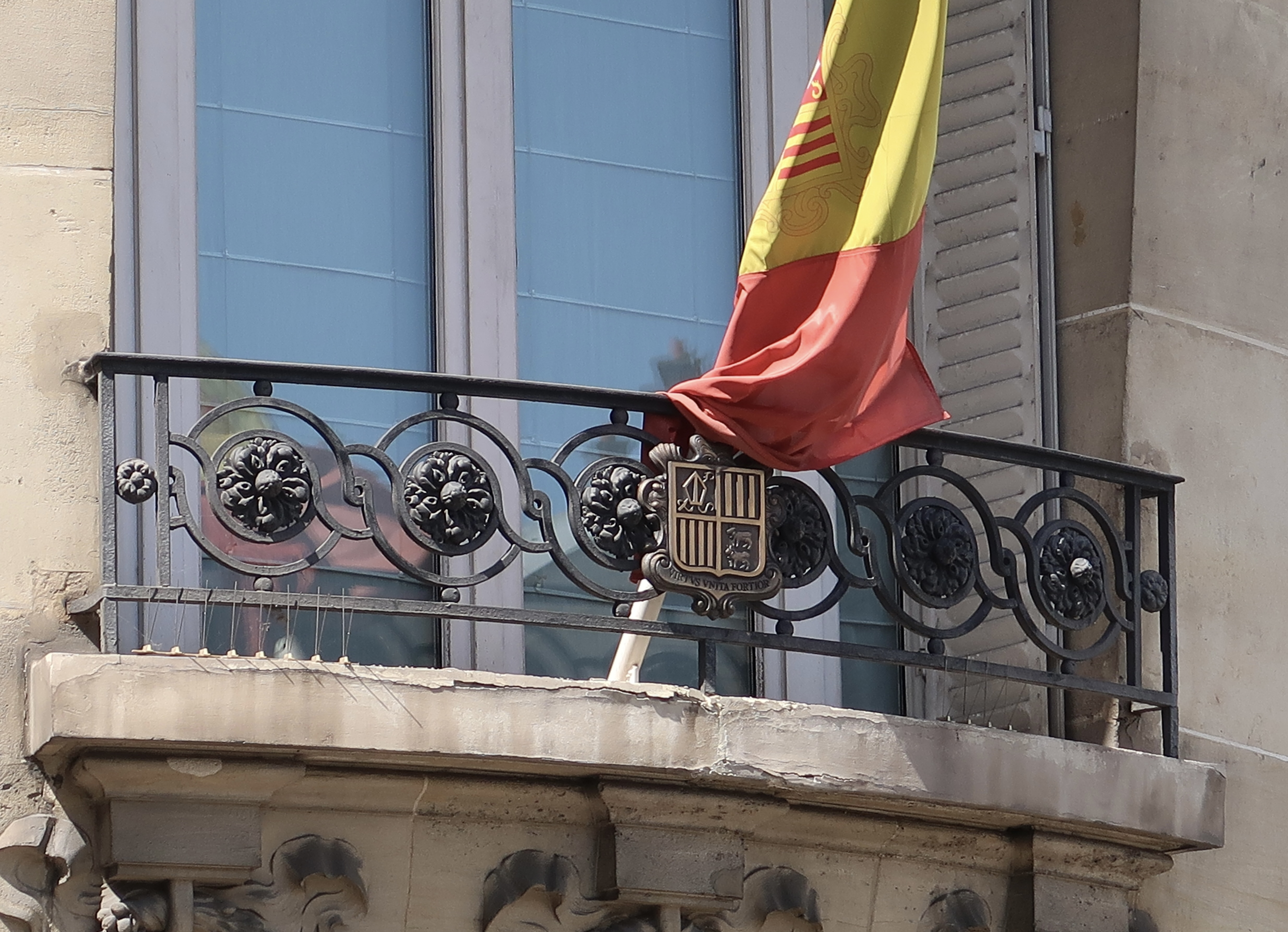
Drapeau et blason.

## Ambassadeurs d'Andorre en France
| Date de nomination | Date de nomination | Date de remise des lettres de créance | Date de remise des lettres de créance | Ambassadeur                   |
| ------------------ | ------------------ | ------------------------------------- | ------------------------------------- | ----------------------------- |
| 6 avril 1995       | [ a ]              | 4 mai 1995                            | [ α ]                                 | Meritxell Mateu i Pi          |
| 14 juillet 1999    | [ b ]              | 2 novembre 1999                       | [ β ]                                 | Imma Tor Faus                 |
| 25 juillet 2007    | [ c ]              | 19 novembre 2007                      | [ γ ]                                 | Vicenç Mateu Zamora (en)      |
| 7 octobre 2009     | [ d ]              | 15 janvier 2010                       | [ δ ]                                 | Julià Vila Coma               |
| 14 septembre 2011  | [ e ]              | 11 juillet 2012                       | [ ε ]                                 | Maria Ubach Font              |
| 20 mai 2015        | [ f ]              | 6 juillet 2015                        | [ ζ ]                                 | Cristina Rodriguez Galán (en) |
| 20 mai 2015        | [ g ]              | 10 décembre 2019                      | [ η ]                                 | Eva Descarrega Garcia         |
| ?                  |                    | 17 septembre 2024                     | [ θ ]                                 | Esther Rabasa Grau (en)       |

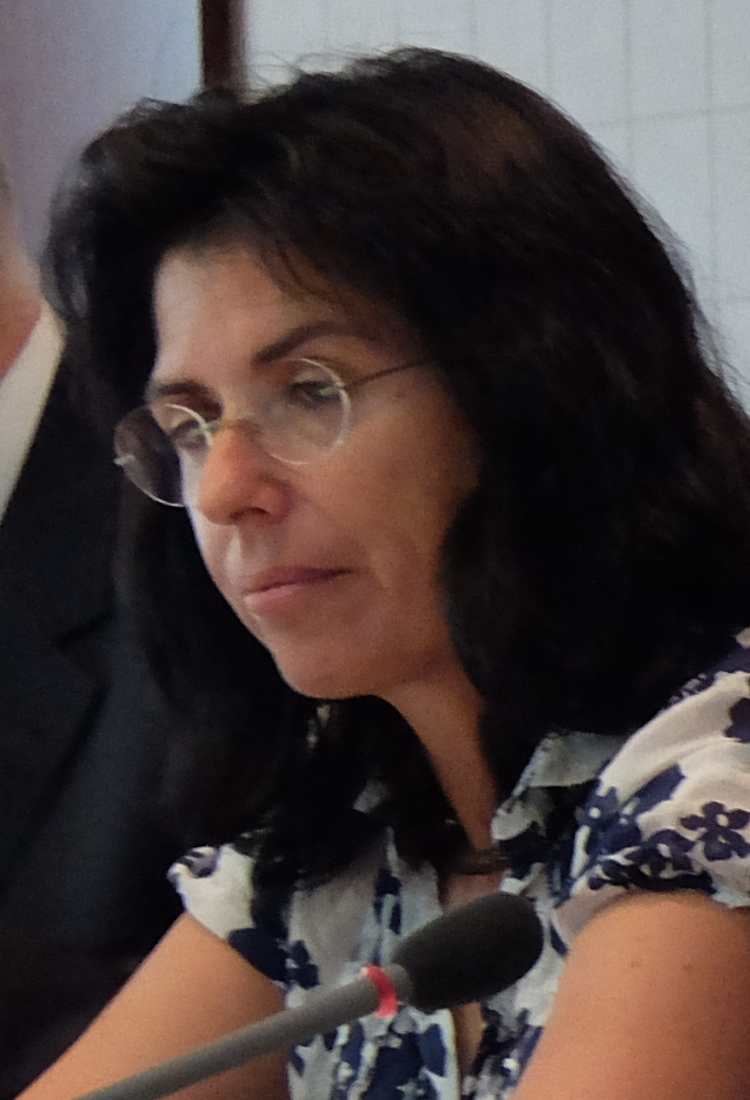
Meritxell Mateu i Pi (1995–1999)
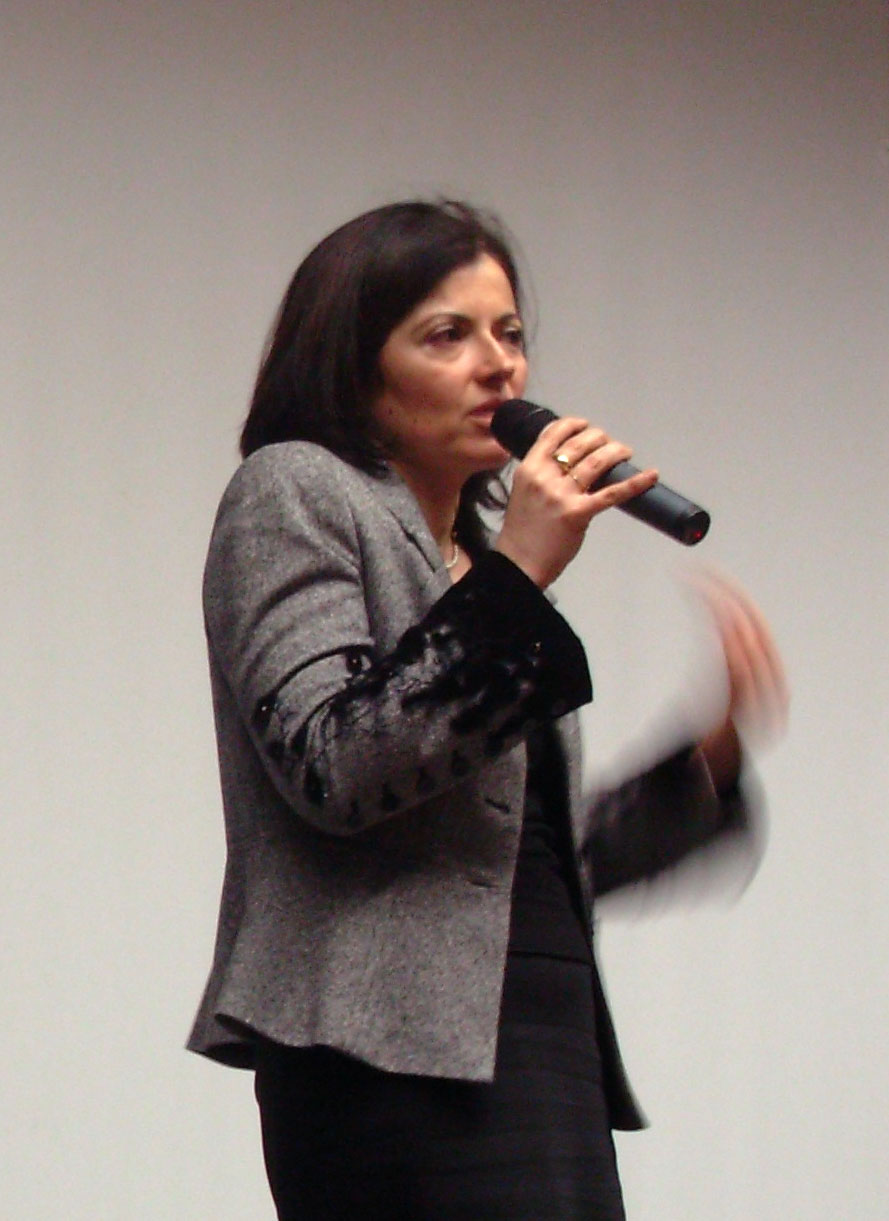
Imma Tor Faus (1999–2007).
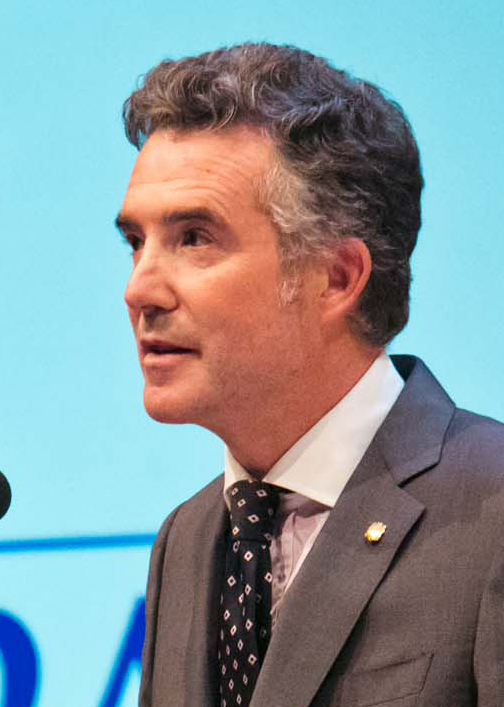
Vicenç Mateu Zamora (en) (2007–2010).
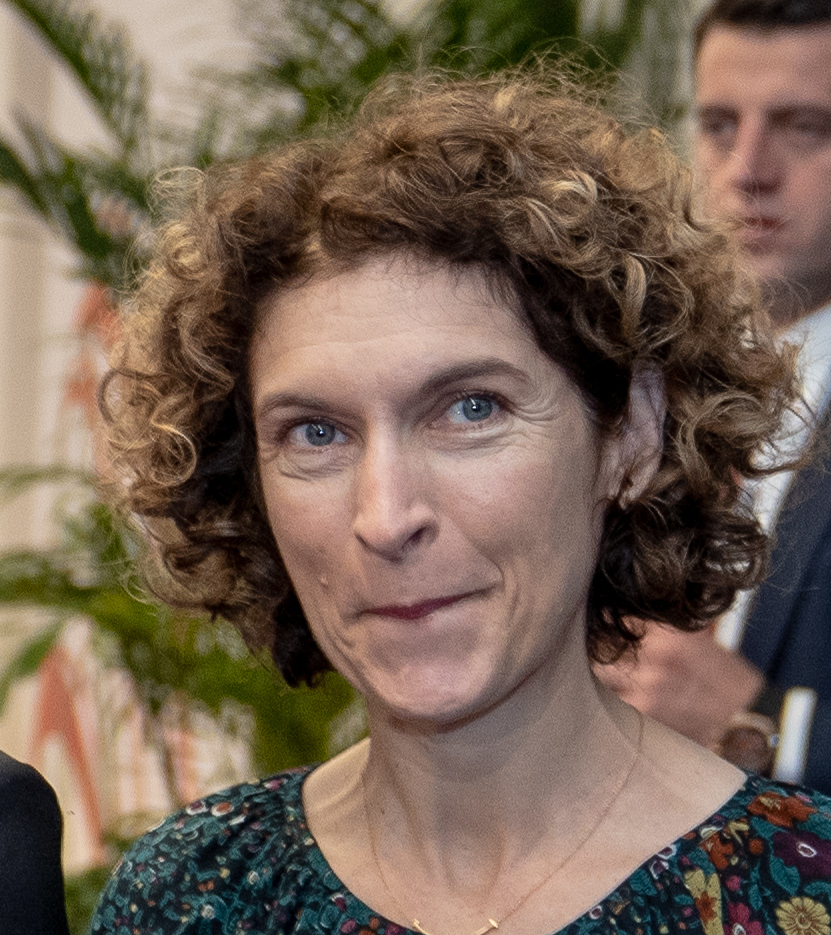
Maria Ubach Font (2012–2015).

## Consulats
L'ambassade possède une section consulaire.